# Josef Ajram Tarés
Josef Ajram Tarés (Barcelona, 5 d'abril del 1978) és un empresari, corredor de borsa i triatleta català. Fill de pare sirià i mare catalana, Josef Ajram va començar cursos universitaris d'administració d'empreses en una universitat privada però els va abandonar per dedicar-se a la borsa. L'any 2000 va fundar amb el suport de la seva família l'empresa Caltal Promotrading, però que l'any 2017 apareixeria com inactiva sense més informació al respecte. També és propietari de l'empresa Where is the limit (WITL), una societat que l'any 2015 declararia pèrdues per més de 144.000 euros, i la marca Ajram Bikes de la qual no se'n coneix informació de la salut econòmica. El desembre de 2003 constituí la societat Inverfan Trading, que l'any 2017 apareixeria com a tancada a la fulla registral, i que la seva activitat principal fou la "compravenda, intermediació, arrendament, administració i explotació en qualsevol forma de finques rústiques i urbanes", a més de la "la realització de tota classe d'obres i construccions, tant públiques com privades". L'any 2015 aparegué com a conseller delegat, conseller i president de Gain Invest SL. I el 2017 inicià una sicav que pretenia "ajudar a aconseguir un servei de qualitat per a l'estalvi", i que seria la marca comercial de Link Securities, una agència de valors no participada per cap grup financer.
La seva especialitat és el day trading, que consisteix a comprar i vendre molts paquets d'accions durant un mateix dia, i el seu mercat de preferència és la borsa espanyola.
Ajram practica diversos esports de fons de manera no professional. El 2004, va completar el seu primer triatló de llarga distància: l'Ironman d'Àustria. El 2006 va començar a publicar un blog on explicava com es preparava per a la Marathon des Sables, que va tenir molt bona acceptació i progressivament va anar convertint-se en un personatge públic i molt seguit a les xarxes socials. Corre maratons, triatlons i ultratrails, entre les quals destaca l'edició 2006 de la cursa Titan Desert, on va acabar segon, i l'Epic 5: 5 Ironman de Hawai el 2011, que va guanyar. El 2010, a més, va ser campió d'Espanya de Raids amb l'equip Buff Thermocool. S'ha declarat en nombroses ocasions com a votant del PP. A les eleccions al Parlament de Catalunya de 2015 va donar suport públicament al Partit Popular Català.